# Belgia na Zimowych Igrzyskach Paraolimpijskich 2018
Belgia na Zimowych Igrzyskach Paraolimpijskich 2018 – występ kadry sportowców reprezentujących Belgię na igrzyskach paraolimpijskich w Pjongczangu w 2018 roku.
W kadrze wystąpiło dwóch zawodników: kobieta i mężczyzna, którzy rywalizację o medale toczyli w narciarstwie alpejskim. W zjeździe niewidzących i niedowidzących kobiet na najniższym podium stanęła dwudziestoletnia Eléonor Sana, która wraz z siostrą zdobyła jedyny medal na tych igrzyskach. Została drugą medalistką zimowych igrzysk paraolimpijskich w historii występów reprezentacji Belgii. Pierwszy medal zdobyty został w 1994 roku przez Willy Merciera w supergigancie.

## Medaliści
| Medal | Zawodnik     | Dyscyplina            | Konkurencja | Data     |
| ----- | ------------ | --------------------- | ----------- | -------- |
| brąz  | Eléonor Sana | Narciarstwo alpejskie | Zjazd       | 10 marca |

## Reprezentanci

### Kobiety
| Zawodniczka  | Dyscyplina            | Konkurencja     | Podgrupa | Czas    | Strata | Miejsce | Źródło |
| ------------ | --------------------- | --------------- | -------- | ------- | ------ | ------- | ------ |
| Eléonor Sana | Narciarstwo alpejskie | Zjazd           | B2       | 1:31,60 | +1,88  | brąz    | [ 4 ]  |
| Eléonor Sana | Narciarstwo alpejskie | Supergigant     | B2       | 1:36,00 | +5,83  | 4.      | [ 5 ]  |
| Eléonor Sana | Narciarstwo alpejskie | Superkombinacja | B2       | 2:35,92 | +8,20  | 6.      | [ 6 ]  |
| Eléonor Sana | Narciarstwo alpejskie | Slalom gigant   | B2       | 2:33,89 | +10,89 | 6.      | [ 7 ]  |
| Eléonor Sana | Narciarstwo alpejskie | Slalom          | B2       | 2:05,63 | +13,83 | 8.      | [ 8 ]  |

### Mężczyźni
| Zawodnik       | Dyscyplina            | Konkurencja     | Podgrupa | Czas    | Strata | Miejsce | Źródło |
| -------------- | --------------------- | --------------- | -------- | ------- | ------ | ------- | ------ |
| Jasper Balcaen | Narciarstwo alpejskie | Superkombinacja | LW9-1    | DNF     | DNF    | DNF     | [ 9 ]  |
| Jasper Balcaen | Narciarstwo alpejskie | Slalom gigant   | LW9-1    | DNS     | DNS    | DNS     | [ 10 ] |
| Jasper Balcaen | Narciarstwo alpejskie | Slalom          | LW9-1    | 1:53,94 | +17,83 | 15.     | [ 11 ] |